# Nișă ecologică
Nișa ecologică reprezintă ansamblul caracteristicilor ecologice (spațiale - habitat și funcționale - biologice) care permit unei specii date să se integreze într-o biocenoză. 
Termenul de nișă ecologică reprezintă spațiul pe care îl ocupă o anumită populație. Nișa ecologică a unui organism reprezintă  funcția pe care o îndeplinește acesta (profesia sa) și nu spațiul ocupat de el. Nișa ecologică se referă la rolul organismului in lanțul trofic.
Astfel nisa ecologica a pisici salbatice este de consumator secundar,deoarece se hraneste cu consumatori primari-soareci,pasari.Nisa ecologica a rimei insa este descompunator al resturilor organice din sol,cu care se hraneste.